# Llei de reciprocitat
En matemàtiques, una llei de reciprocitat és una generalització de la llei de reciprocitat quadràtica a polinomis irreductibles mònics arbitraris. {\displaystyle f(x)} amb coeficients enters. Recordem que la primera llei de reciprocitat, la reciprocitat quadràtica, determina quan un polinomi irreductible {\displaystyle f(x)=x^{2}+ax+b} es divideix en termes lineals quan es redueix la mod {\displaystyle p}. És a dir, determina per a quins nombres primers la relació
{\displaystyle f(x)\equiv f_{p}(x)=(x-n_{p})(x-m_{p}){\text{ }}({\text{mod }}p)}
sosté. Per a una llei de reciprocitat generalpàg.3, es defineix com la regla que determina quins nombres primers {\displaystyle p} el polinomi {\displaystyle f_{p}} es divideix en factors lineals, denotats com {\displaystyle {\text{Spl}}\{f(x)\}}.
Hi ha diverses maneres d'expressar les lleis de reciprocitat. Les primeres lleis de reciprocitat que es van trobar al segle XIX s'expressaven normalment en termes d'un símbol de residu de potència (p/q) que generalitzava el símbol de reciprocitat quadràtica, que descriu quan un nombre primer és un residu de potència n -èsim mòdul un altre nombre primer, i donava una relació entre (p/q) i (q/p). Hilbert va reformular les lleis de reciprocitat dient que un producte sobre p de símbols de residus de la norma de Hilbert (a,b/p), prenent valors en arrels d'unitat, és igual a 1. Artin va reformular les lleis de reciprocitat com una afirmació que el símbol d'Artin des dels ideals (o idels) fins als elements d'un grup de Galois és trivial en un cert subgrup. Diverses generalitzacions més recents expressen lleis de reciprocitat utilitzant cohomologia de grups o representacions de grups adèlics o K-grups algebraics, i la seva relació amb la llei de reciprocitat quadràtica original pot ser difícil de veure.
El nom de llei de reciprocitat va ser encunyat per Legendre a la seva publicació de 1785 Recherches d'analyse indéterminée, perquè els nombres primers imparells es recíproquen o no en el sentit de reciprocitat quadràtica que s'indica a continuació segons les seves classes de residus. {\displaystyle {\bmod {4}}}. Aquest comportament recíproc no es generalitza bé, el comportament equivalent de divisió sí que ho fa. El nom llei de reciprocitat encara s'utilitza en el context més general de les divisions.

## Reciprocitat quadràtica
En termes del símbol de Legendre, la llei de reciprocitat quadràtica estableix
per a nombres primers imparells positius {\displaystyle p,q} tenim {\displaystyle \left({\frac {p}{q}}\right)\left({\frac {q}{p}}\right)=(-1)^{{\frac {p-1}{2}}{\frac {q-1}{2}}}.}
Usant la definició del símbol de Legendre, això és equivalent a una afirmació més elemental sobre equacions.
Per a nombres primers imparells positius {\displaystyle p,q} la solubilitat de {\displaystyle n^{2}-p\equiv 0{\bmod {q}}} per {\displaystyle n} determina la solubilitat de {\displaystyle m^{2}-q\equiv 0{\bmod {p}}} per {\displaystyle m} i viceversa pel criteri relativament simple de si {\displaystyle (-1)^{{\frac {p-1}{2}}{\frac {q-1}{2}}}} és {\displaystyle 1} o {\displaystyle -1}.
Pel teorema del factor i el comportament dels graus en les factoritzacions, la solubilitat d'aquestes equacions de congruència quadràtiques és equivalent a la divisió dels polinomis quadràtics associats sobre un anell de residus en factors lineals. En aquesta terminologia, la llei de reciprocitat quadràtica s'enuncia de la següent manera.
Per a nombres primers imparells positius {\displaystyle p,q} la divisió del polinomi {\displaystyle x^{2}-p} en {\displaystyle {\bmod {q}}} -residues determina la divisió del polinomi {\displaystyle x^{2}-q} en {\displaystyle {\bmod {p}}} -residus i viceversa a través de la quantitat {\displaystyle (-1)^{{\frac {p-1}{2}}{\frac {q-1}{2}}}\in \{\pm 1\}}.
Això estableix el pont entre el comportament recíproc de noms primers introduït per Legendre i el comportament de divisió dels polinomis utilitzats en les generalitzacions.

## Reciprocitat cúbica
La llei de reciprocitat cúbica per als enters d'Eisenstein estableix que si α i β són primaris (primers congruents amb 2 mòd 3), aleshores
{\displaystyle {\Bigg (}{\frac {\alpha }{\beta }}{\Bigg )}_{3}={\Bigg (}{\frac {\beta }{\alpha }}{\Bigg )}_{3}.}

## Reciprocitat quàrtica
En termes del símbol del residu quàrtic, la llei de reciprocitat quàrtica per als enters gaussians estableix que si π i θ són nombres primers gaussians primaris (congruents amb 1 mod (1+i)3) aleshores
{\displaystyle {\Bigg [}{\frac {\pi }{\theta }}{\Bigg ]}\left[{\frac {\theta }{\pi }}\right]^{-1}=(-1)^{{\frac {N\pi -1}{4}}{\frac {N\theta -1}{4}}}.}

## Reciprocitat d'Eisenstein
Suposem que ζ és un {\displaystyle l} arrel de la unitat per a algun nombre primer imparell {\displaystyle l}. El caràcter de potència és la potència de ζ tal que
{\displaystyle \left({\frac {\alpha }{\mathfrak {p}}}\right)_{l}\equiv \alpha ^{\frac {N({\mathfrak {p}})-1}{l}}{\pmod {\mathfrak {p}}}}
per a qualsevol ideal primer {\displaystyle {\mathfrak {p}}} de Z [ζ]. S'estén a altres ideals per multiplicativitat. La llei de reciprocitat d'Eisenstein estableix que
{\displaystyle \left({\frac {a}{\alpha }}\right)_{l}=\left({\frac {\alpha }{a}}\right)_{l}}
per a qualsevol enter racional coprimer a {\displaystyle l} i α qualsevol element de Z [ζ] que sigui coprimer amb a i {\displaystyle l} i congruent a un enter racional mòdul (1–ζ) ².